# Río Kepashiato
Der Río Kepashiato, alternative Namen für Ober- und Unterlauf sind Río Comersiato und Río Cumpirusiato, ist ein 82 km langer linker Nebenfluss des Río Urubamba in den Anden in Südzentral-Peru. Er verläuft innerhalb der Provinz La Convención der Region Cusco.

## Flusslauf
Der Río Kepashiato entspringt an der Nordflanke eines Bergmassivs im mittleren Abschnitt der Cordillera Vilcabamba auf einer Höhe von etwa 3880 m. Im Quellgebiet treffen sich die Distrikte Villa Virgen, Vilcabamba und Echarati. Der Río Kepashiato durchquert den Südwesten des Distrikts Echarati. Er fließt anfangs 12 km in Richtung Westnordwest, anschließend wendet er sich nach Norden. Bei Flusskilometer 48 trifft die Nationalstraße 28B von Westen kommend vom Flusstal des Río Apurímac auf den Flusslauf des Río Kepashiato, überquert diesen bei Flusskilometer 40 und folgt diesem im Anschluss entlang dem rechten Flussufer. Der Río Kepashiato wendet sich auf den unteren 36 Kilometern in Richtung Ostnordost. Bei Flusskilometer 16 passiert der Fluss die am rechten Flussufer gelegene Kleinstadt (centro poblado) Kepashiato (1150 Einwohner). Etwa 2,3 km oberhalb der Mündung biegt die Straße nach Ivochote, das weiter nördlich flussabwärts am Río Urubamba liegt, von der Nationalstraße 28B ab und überquert den Río Kepashiato. Zwei Kilometer oberhalb der Mündung trifft noch der Río Postaquiato von rechts auf den Fluss. Dieser mündet schließlich auf einer Höhe von etwa 570 m, knapp 5 km westnordwestlich von Kiteni, in den nach Nordosten strömenden Río Urubamba.

## Einzugsgebiet
Das Einzugsgebiet des Río Kepashiato umfasst eine Fläche von etwa 1450 km² und liegt im Südwesten des Distrikts Echarati. Es grenzt im Osten an das Einzugsgebiet des Río Cushireni, im Süden und im Westen an das des Río Apurímac, im Nordwesten an das des Río Mantalo sowie im Norden an das des abstrom gelegenen Río Urubamba.